# Rijddatjåhkkå
Rijddatjåhkkå, enligt tidigare ortografi Ritatjåkkå, är ett fjäll i den västra delen av Sarek. Dess södra sluttning vetter mot Sarvesvagge. Dess höjd är 1 951 meter över havet.
Sarekforskaren Axel Hamberg kallade berget för Ritanjunjestjåkko och hans bestämning av bergets höjd till 1 950 meter över havet stämmer nästan exakt med det nuvarande höjdvärdet som gjorts med lasermätare.
Rijdda betyder "gräsbevuxen sluttning" på lulesamiska, så Rijddatjåhkkå skulle på svenska kunna heta "fjälltoppen med gräsbevuxna sluttningar".

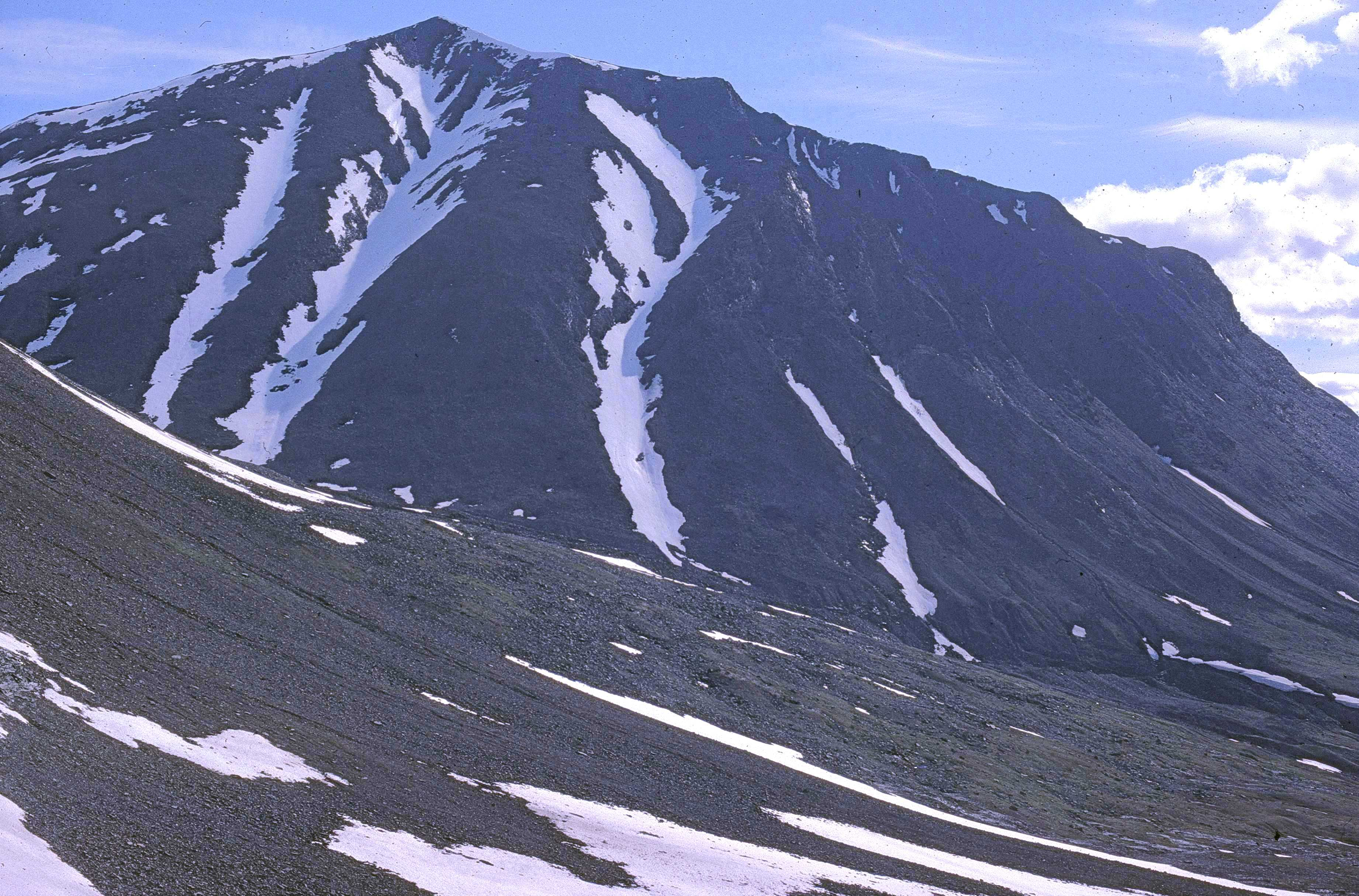
Rijddatjåhkkå från väster (Niejdariehpvagge)

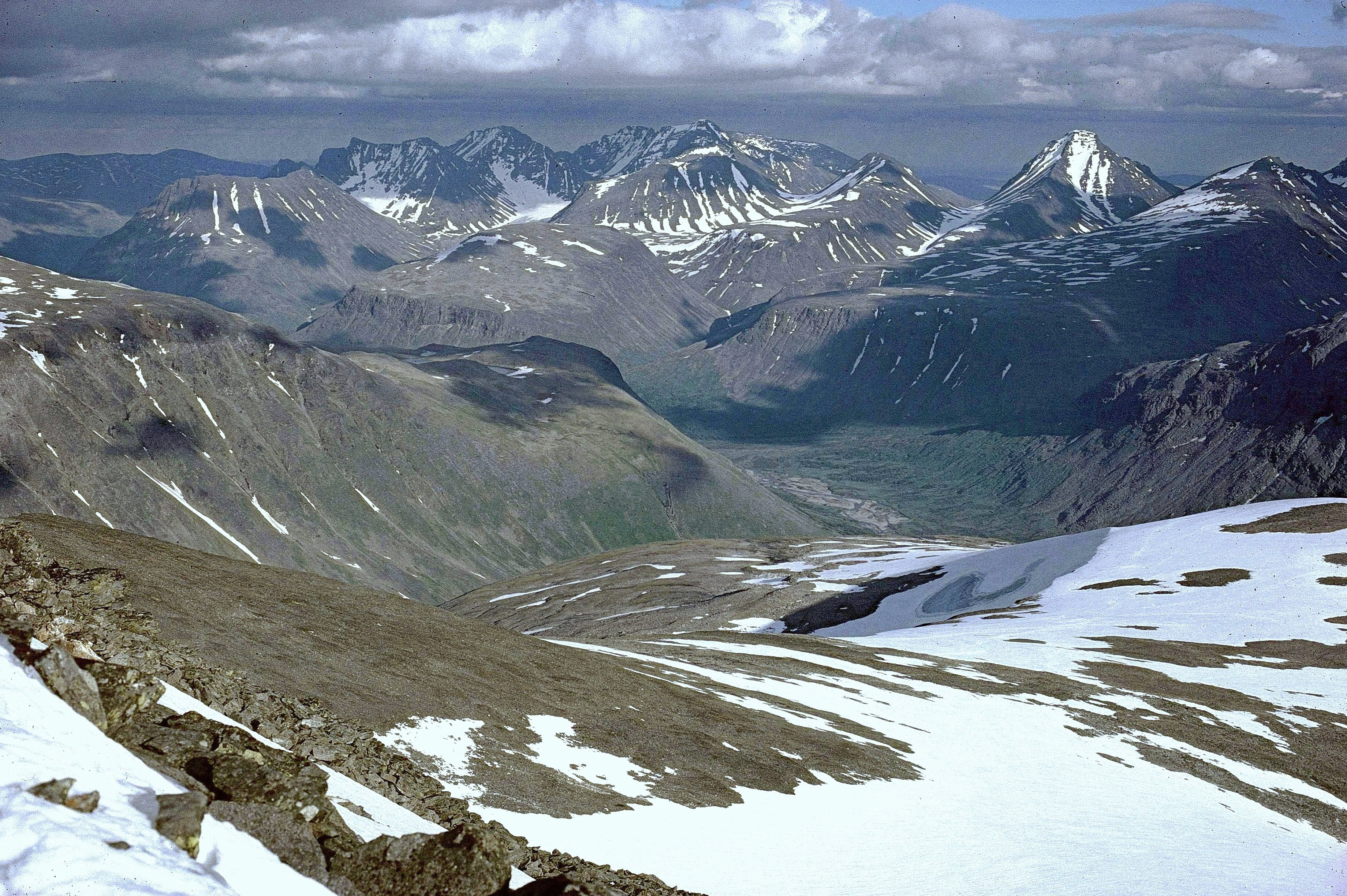
Utsikt från Rijddatjåhkkå. Dalgången är Sarvesvagge med Piellorieppe i bakgrunden